# Jhon Castañeda
Jhon Castañeda, född 19 februari 1992, är en friidrottare från Colombia. Han deltog vid olympiska sommarspelen 2020.